# 坎頓本德 (阿拉巴馬州)
坎頓本德（英語：Canton Bend）是位於美國阿拉巴馬州威爾科克斯縣的一個非建制地區。該地的面積和人口皆未知。

## 地理
坎頓本德的座標為32°03′02″N 87°20′47″W / 32.05056°N 87.34639°W，而該地的平均海拔高度為65米（即213英尺）。